# ماریام آدامیان
ماریام آدامیان (ارمنی: Մարիամ Ադամյան؛  ۷ مهٔ ۱۹۹۲) یک بازیگر اهل ارمنستان است. وی از سال میلادی تاکنون مشغول فعالیت بوده است.

## زندگی‌نامه
وی در ۷ مه ۱۹۹۲ در ایروان به دنیا آمد و از مدرسه موسیقی سایات‌نووا و انستیتو دولتی سینما و تئاتر ایروان (۲۰۱۳) فارغ‌التحصیل گشت. وی از ۲۰۱۶ در تئاتر نمایشی هراچیا غاپلانیان فعالیت می‌کند. 